# GSC2903-1537
GSC2903-1537 — хімічно пекулярна зоря спектрального класу A2, що має видиму зоряну величину в смузі V приблизно 11,5.